# Wet werk en inkomen naar arbeidsvermogen
De Wet werk en inkomen naar arbeidsvermogen (WIA) is een Nederlandse wet die op 29 december 2005 in werking is getreden en is de opvolger van de WAO. De wet regelt een uitkering voor de periode na de wettelijke loondoorbetalingstermijn van 104 weken. De WIA is een werknemersverzekering.
De WIA geldt voor mensen die op of na 1 januari 2004 arbeidsongeschikt zijn geworden. Degenen die voor die datum al arbeidsongeschikt waren, blijven onder de WAO vallen.

## Achtergrond
De aanleiding voor deze wet was het grote aantal mensen dat een beroep deed op de WAO. In de nieuwe wet staat werken voorop. Werknemers en werkgevers worden met financiële prikkels gestimuleerd om er alles aan te doen om gedeeltelijk arbeidsgeschikten aan het werk te helpen of te houden.
Om het beroep op de WAO in te perken zijn al eerder wettelijke maatregelen getroffen, zoals de invoering van de Wet verbetering poortwachter, waarin normen zijn opgenomen voor de re-integratie van arbeidsongeschikte medewerkers. Ook is de wettelijke loondoorbetalingstermijn verlengd naar 104 weken, of maximaal een jaar langer als de werkgever te weinig doet om de werknemer te laten re-integreren (een zogenaamde loonsanctie).

## Arbeidsongeschiktheidsklassen
De WIA kent drie categorieën arbeids(on)geschiktheid:
- Minder dan 35% arbeidsongeschikt;
- Minstens 35% maar minder dan 80% arbeidsongeschikt, óf minstens 80% maar niet duurzaam arbeidsongeschikt (WGA, hieronder);
- Minstens 80% én duurzaam arbeidsongeschikt (IVA, hieronder).

Iemand die meer dan 65% arbeidsgeschikt (ofwel minder dan 35% arbeidsongeschikt) is, krijgt geen WIA-uitkering. Hij blijft in dienst van de werkgever. Wel kan hij worden aangemerkt als arbeidsgehandicapte, wat wil zeggen dat hij recht heeft op subsidies en andere ondersteuning om te kunnen blijven (of te gaan) werken.
De mate van arbeidsongeschiktheid wordt vastgesteld door UWV. Normaal gesproken vindt deze keuring plaats nadat je (bijna) twee jaar arbeidsongeschikt bent. Een WIA-keuring bestaat uit twee delen:
- Medische keuring: de verzekeringsarts van UWV bekijkt wat je lichamelijk nog kunt. Als je niet meteen volledig arbeidsongeschikt wordt verklaard, word je opgeroepen door de arbeidsdeskundige.
- Arbeidsdeskundige keuring: de arbeidsdeskundige van UWV bekijkt welke functies je nog kunt verrichten op basis van de bevindingen van de verzekeringsarts.

De verzekeringsarts en de arbeidsdeskundige bepalen de mate van arbeidsongeschiktheid. Dat gebeurt door te kijken naar het zogenoemde loonverlies. Hiertoe worden met een computersysteem de functies bepaald die iemand nog zou kunnen doen. Van de drie functies met het hoogste uurloon wordt vervolgens de mediaan genomen, wat een percentage is van het oorspronkelijke uurloon. Dit percentage wordt de (resterende) verdiencapaciteit genoemd. Afhankelijk van de mate waarin de verdiencapaciteit is afgenomen, komt diegene in een van bovengenoemde arbeidsongeschiktheidsklassen terecht. Met hetzelfde ziektebeeld komt iemand met een hoog inkomen derhalve sneller in aanmerking voor een WIA-uitkering, aangezien zijn of haar loonverlies groter is.
Als de werknemer te weinig gedaan heeft om te re-integreren, dan kan de uitkering worden afgewezen.

## Werkhervattingsregeling Gedeeltelijk Arbeidsgeschikten (WGA)
Mensen die meer dan 35% maar minder dan 80% arbeidsongeschikt zijn, komen in aanmerking voor een WGA-uitkering; WGA staat voor Werkhervattingsregeling Gedeeltelijk Arbeidsgeschikten. Ditzelfde geldt voor mensen die volledig (meer dan 80%) arbeidsongeschikt, maar niet duurzaam arbeidsongeschikt zijn.
De WGA bestaat uit twee fases: de loongerelateerde uitkering (zie 1), gevolgd door de loonaanvullingsuitkering (zie 2A) of de vervolguitkering (zie 2B). Bij het bepalen van de hoogte van de uitkering geldt het maximum dagloon.

### 1. De loongerelateerde uitkering
Iemand komt in aanmerking voor deze uitkering indien hij aan de zogeheten referte-eis voldoet. Dit betekent dat de arbeidsongeschikte voorafgaande aan de dag dat hij ziek werd, ten minste 26 weken in de afgelopen 36 weken moet hebben gewerkt. Iemand die niet aan deze eis voldoet krijgt of een loonaanvullingsuitkering (zie 2A) of een vervolguitkering (zie 2B).
De hoogte en duur van de loongerelateerde uitkering zijn hetzelfde als bij de Werkloosheidswet: 75% van zijn WIA-loon (het oude loon) in de eerste twee maanden en de maanden hierop volgend 70%; afhankelijk van het arbeidsverleden is de uitkeringsduur minimaal 3 maanden en maximaal 24 maanden. De werknemer krijgt de uitkering gedurende het aantal maanden dat hij in jaren aan arbeidsverleden opbouwde. Dit bestaat uit het fictieve arbeidsverleden (aantal jaren vanaf het jaar waarin de werknemer 18 werd tot 1998) en het feitelijke arbeidsverleden daarna.

#### Voorbeeld
Jan is tussen de 35% en 80% arbeidsgeschikt verklaard en het UWV kent hem een WGA-uitkering toe. Voordat hij ziek werd, verdiende hij €1800 euro per maand. De hoogte van de uitkering bedraagt dan 70% van €1800 = €1260 per maand. Stel dat hij toch nog met zijn restcapaciteiten kan werken en hij verdient daarmee €1000. Jan ontvangt dan 70% van (€1800 − €1000), is €560, uitkering, en €1000 loon, totaal €1560 per maand. Zou Jan helemaal niet werken, dan bedraagt zijn inkomen 70% van (€1800 − €0), is €1260. Deze berekeningswijze betekent dat het inkomen van Jan altijd hoger wordt als hij meer gaat werken. Dit sluit aan bij het doel van de WIA: het belonen van meer werken.

### 2A. De loonaanvullingsuitkering
Iemand die bij de aanvraag van een WGA-uitkering niet voldoet aan de referte-eis of degene die de maximale termijn van de loongerelateerde uitkering heeft doorlopen en nog steeds ziek is, kan in aanmerking komen voor de loonaanvullingsuitkering. De voorwaarde is dan wel dat die persoon ten minste de helft van zijn (resterende) verdiencapaciteit heeft benut. Is dit niet het geval, dan komt hij in aanmerking voor de vervolguitkering (zie 2B).
Iemand die aan deze eis voldoet, krijgt (indien hij arbeidsongeschikt blijft) tot aan zijn pensioengerechtigde leeftijd deze uitkering. De hoogte van de loonaanvullingsuitkering bedraagt 70% van het verschil tussen het oude loon en de (resterende) verdiencapaciteit (de verdiencapaciteit is het loon dat iemand ondanks zijn arbeidsongeschiktheid nog zou kunnen verdienen). 

#### Voorbeeld
Jan is voor 50% arbeidsgeschikt verklaard door het UWV. Voordat hij ziek werd, verdiende hij €1800 per maand. Volgens het UWV zou Jan met zijn restcapaciteiten nog €900 per maand kunnen verdienen (50% van €1800). Het lukt Jan te gaan werken en hij verdient €600 per maand. Dit betekent dat Jan voor de loonaanvullingsuitkering in aanmerking komt (immers, €600 is meer dan de helft van €900). Het inkomen van Jan bestaat dan uit een WGA-uitkering van 70% van (€1800 − €900), is €630, en een loon van €600, dus in totaal €1230. Ook hierbij geldt dat hoe meer Jan werkt, hoe hoger zijn totale inkomen wordt.
Stel dat Jan een baan heeft waarmee hij minder dan €450 per maand zou verdienen (dus minder dan de helft van zijn verdiencapaciteit), dan komt hij niet (langer) in aanmerking voor de loonaanvullingsuitkering, maar voor de vervolguitkering.

### 2B. De vervolguitkering
Iemand die minder dan de helft van zijn verdiencapaciteit benut, ontvangt een vervolguitkering. Het UWV keert deze uitkering uit totdat de arbeidsongeschikte de AOW-gerechtigde leeftijd bereikt. Afhankelijk van het uitkeringspercentage krijgt iemand een bepaald deel van het minimumloon. Dit betekent dat een arbeidsongeschikte per maand een bedrag krijgt, dat ver onder dit minimum kan liggen. Indien mogelijk kan hij een beroep doen op de Toeslagenwet om dit bedrag aan te vullen.

## Inkomensvoorziening Volledig Arbeidsongeschikten (IVA)
Mensen die volledig en duurzaam arbeidsongeschikt raken, krijgen een IVA-uitkering van 75% van het laatstverdiende loon (rekening houdend met maximum dagloon). "Volledig" betekent: meer dan 80%. "Duurzaam" betekent: geen of slechts een geringe kans op herstel. Per 1 januari 2012 is artikel 41 van de WIA geschrapt, waarin werd geregeld dat indien er sprake was van een geringe kans op herstel, de eerste vijf jaar jaarlijks een keuring plaats zou vinden om te kijken of er verbetering is opgetreden en er daardoor sprake is van gedeeltelijke in plaats van volledige arbeidsongeschiktheid.
Indien in de eerste twee jaar van ziekte reeds duidelijk sprake is van een volledige en duurzame arbeidsongeschiktheid, dan kan een vervroegde WIA-keuring worden aangevraagd. De criteria die het UWV bij toetsing hierbij hanteert zijn echter zeer streng. De werkgever kan de WIA-uitkering in mindering brengen op het loon, om te voorkomen dat de arbeidsongeschikte medewerker zowel het volledige loon als een WIA-uitkering ontvangt.

## Premie
De WIA wordt gefinancierd uit premies ten behoeve van de WIA en de WAO, die als onderdeel van de loonheffing geheven worden bij de werkgever door het UWV. De basispremie WAO/WIA is een vast percentage (2009: 5,70 %) over het premieloon. Daarnaast wordt een Gedifferentieerde premie WGA geheven, waarvan de hoogte op grond van verschillende parameters per werkgever wordt bepaald. Eind 2023 was er 32 miljard te veel in kas.